# Grootsnavelwipstaart
De grootsnavelwipstaart (Cinclodes excelsior) is een zangvogel uit de familie Furnariidae (ovenvogels).

## Verspreiding en leefgebied
Deze soort komt voor van Colombia tot zuidelijk Ecuador en telt twee ondersoorten:
- C. e. columbianus: noordelijk Colombia.
- C. e. excelsior: van zuidwestelijk Colombia tot zuidelijk Ecuador.

## Status
De grootte van de populatie is niet gekwantificeerd maar de soort wordt omschreven als schaars tot zeldzaam. Op de Rode lijst van de IUCN heeft deze soort de status niet bedreigd.